# Torre Casiano de Prado
La torre Casiano de Prado es una montaña que está enclavada en el Macizo Central de los Picos de Europa o macizo de los Urrieles, en León (España).
Es una de las más altas de los Picos de Europa, con una altura de 2622 m s. n. m., y debe su nombre al geólogo y naturalista Casiano de Prado, gran estudioso de la zona.